# 퍼즐드라 (애니메이션)
"퍼즐드라"(パズドラ)는 2018년 4월 2일부터 TV 도쿄 계열에서 방영되는 일본의 애니메이션이다.

## 개요
겅호 온라인 앤터테인먼트의 스마트폰 게임, "퍼즐앤드래곤"과 "퍼즐앤드래곤 크로스"를 원작한 애니메이션이다.
2016년 7월부터 2018년 3월까지 방영된 "퍼즐앤드래곤 크로스"에 이어 두 번째 작품이다.

## 스토리
퍼즐앤드래곤 대회장 한쪽의 포장마차에서 타코야키를 팔고 있는 소년 아카시 타이가. 그런 그의 앞에 몬스터의 드래곤이 나타나고 퍼즐앤드래곤의 파트너로 지목된다. 타이가 타코야키 가게 선전이 된다고 보기 때문, 드래곤과 함께 평가전에 진출했다.